# Yıldırım Akbulut
Yıldırım Akbulut (2. září 1935 Erzincan – 14. dubna 2021 Ankara) byl turecký politik, premiér Turecka v letech 1989–1991. Zastával též funkci ministra vnitra (1984–1987) a předsedy parlamentu (1987–1989, 1999–2000). Byl zakladatelem středopravicové Strany vlasti (Anavatan Partisi) a byl jejím předsedou v letech 1989–1991. Ve funkci premiéra byl všeobecně považován za loutku prezidenta Turguta Özala, jehož v úřadu nahradil. Dodnes je v turecké politice pojem "Akbulut" synonymem pro „politickou loutku“, tedy politika zastávajícího vysokou funkci, ale ve skutečnosti plnícího pokyny někoho jiného. Přitom během války v Zálivu se dostali do střetu, když Özal usiloval o to, aby se Turecko aktivně zapojilo do vojenské koalice proti Iráku, zatímco Akbulut, spolu s jinými konzervativci ve Straně vlasti, byl proti. V roce 1989 byla jeho vláda nucena vypořádat se s exodem stovek tisíc etnických Turků z Bulharska, kteří prchali před asimilační politikou, která je nutila poslovanštit si jména. Akbulut zemřel na covid-19.